# Michiel van Kampen
Michiel van Kampen (Haarlem, 23 januari 1976) is een Nederlandse honkballer.
Van Kampen, een rechtshandige werper, kwam uit in de Nederlandse hoofdklasse voor HCAW uit Bussum van 1998 tot 2004, voor Almere'90 in 2005 en won in 2006 met Corendon Kinheim de landstitel. In dat seizoen had hij elf saves in 24 wedstrijden en kreeg slechts acht punten tegen. Hij wordt meestal ingezet als closer tijdens een wedstrijd. Sinds 1999 speelt hij voor het Nederlands honkbalteam waarvoor hij in diverse toernooien uitkwam als het World Port Tournament in 2001, de Europese Kampioenschappen in 2001, de Wereldkampioenschappen in 2002, het World Port Tournament in 2003. Hierna kwam hij niet meer in actie tot 2004 waar hij aan de Haarlemse Honkbalweek meedeed. Na afloop van het toernooi viel hij echter af voor de Olympische selectie van dat jaar . Wel nam hij in 2005 met het team deel aan het Europees kampioenschap in Tsjechië. In 2005 behaalde hij met het Nederlands team de vierde plaats tijdens het wereldkampioenschap in Nederland en in 2006 herhaalde hij dezelfde prestatie tijdens het wereldkampioenschap in Taiwan. In dat jaar deed hij ook mee aan de World Baseball Classic in Puerto Rico, de European Baseball Classic en de Haarlemse Honkbalweek. In 2008 werd hij geselecteerd voor de Olympische Spelen in Peking. Van Kampen is een broer van de Nederlandse softbalinternational Judith van Kampen die ook uitkwam in Peking.
Sharnol Adriana · 
David Bergman · 
Leon Boyd · 
Yurendell de Caster · 
Rob Cordemans · 
Dave Draijer · 
Michael Duursma · 
Bryan Engelhardt · 
Percy Isenia · 
Sidney de Jong · 
Michiel van Kampen · 
Eugene Kingsale · 
Dirk van 't Klooster · 
Roel Koolen · 
Raily Legito · 
Diego Markwell · 
Shairon Martis · 
Martijn Meeuwis · 
Danny Rombley · 
Jeroen Sluijter · 
Tjerk Smeets · 
Alexander Smit · 
Juan Carlos Sulbaran · 
Pim Walsma